# Orillas del Tíber
Orillas del Tíber es una pintura sobre tela hecha por Antonio Muñoz Degrain en 1893, y conservada en la Biblioteca Museo Víctor Balaguer. Ingresó en el museo en julio de 1893 de la mano del propio artista, con número de registro 173.

## Descripción
Se ve un paisaje con un trozo de tierra en el río Tíber donde se quema una hoguera. Al fondo, cerca del río, una casa rodeada de árboles. 

## Inscripción
El cuadro está firmado con la inscripción "M. Degrain '93".